# Gyepi béka
A gyepi béka (Rana temporaria) a kétéltűek (Amphibia) osztályába a békák (Anura) rendjébe és a valódi békafélék (Ranidae) családjába tartozó rendkívül elterjedt faj.

## Elterjedése, élőhely
A gyepi béka Angliától és Közép-Európától Észak-Skandináviáig és keleten Szibériáig mindenütt elterjedt. Nedves erdők, rétek, lápos területek, mezők és mocsarak lakója. 
Magyarországon szórványosan fordul csak elő, a Zempléni-hegységben, a Bükkben, a Mátrában, a Börzsönyben, a Soproni-, és a Kőszegi-hegységben, valamint a Mecsekben.

## Megjelenése
Színezete rendkívül változó, a sárgástól a vörhenyesen át a feketésbarnáig terjed, több vagy kevesebb sötét folttal. A hímeknek a kecskebékával ellentétben belső hólyagjai vannak, nászidőben (lásd kép) a bőrük megduzzad, és feketés hüvelykujjvánkosuk fejlődik.

## Életmódja
Nappal és éjszaka egyaránt tevékeny, jól alkalmazkodott a szárazföldi élethez. A talajban vagy a vízben, a meder iszapjában telel. Hangja nem feltűnő. Férgeket, csigákat, rovarokat fogyaszt. A gyepi béka fogságban 12 évig is élhet.

## Szaporodása
A farkatlan kétéltűek közül elsőként jelenik meg a petézőhelyeken, néha távolabbról vándorol a vízhez. A nőstény álló- és lassú folyású, sekély vízben egy csomóban rakja le 1500-2500 petéjét. A kocsonyás csomó a víz felszínén úszik. Az ebihalak 14-18 nap múlva bújnak ki, június végére, július elejére átalakulnak, egyesek azonban lárva állapotban telelnek át.
|  |  |  |  |